# 333 Badenia
333 Badenia је астероид главног астероидног појаса. Приближан пречник астероида је 78,17 km,
а средња удаљеност астероида од Сунца износи 3,128 астрономских јединица (АЈ).
Инклинација (нагиб) орбите у односу на раван еклиптике је 3,775 степени, а орбитални период износи 2021,596 дана (5,534 година). Ексцентрицитет орбите астероида износи 0,162.
Апсолутна магнитуда астероида износи 9,46 а геометријски албедо 0,047.
Астероид је откривен 22. августа 1892. године.